# Kronenburg (verkeersplein)

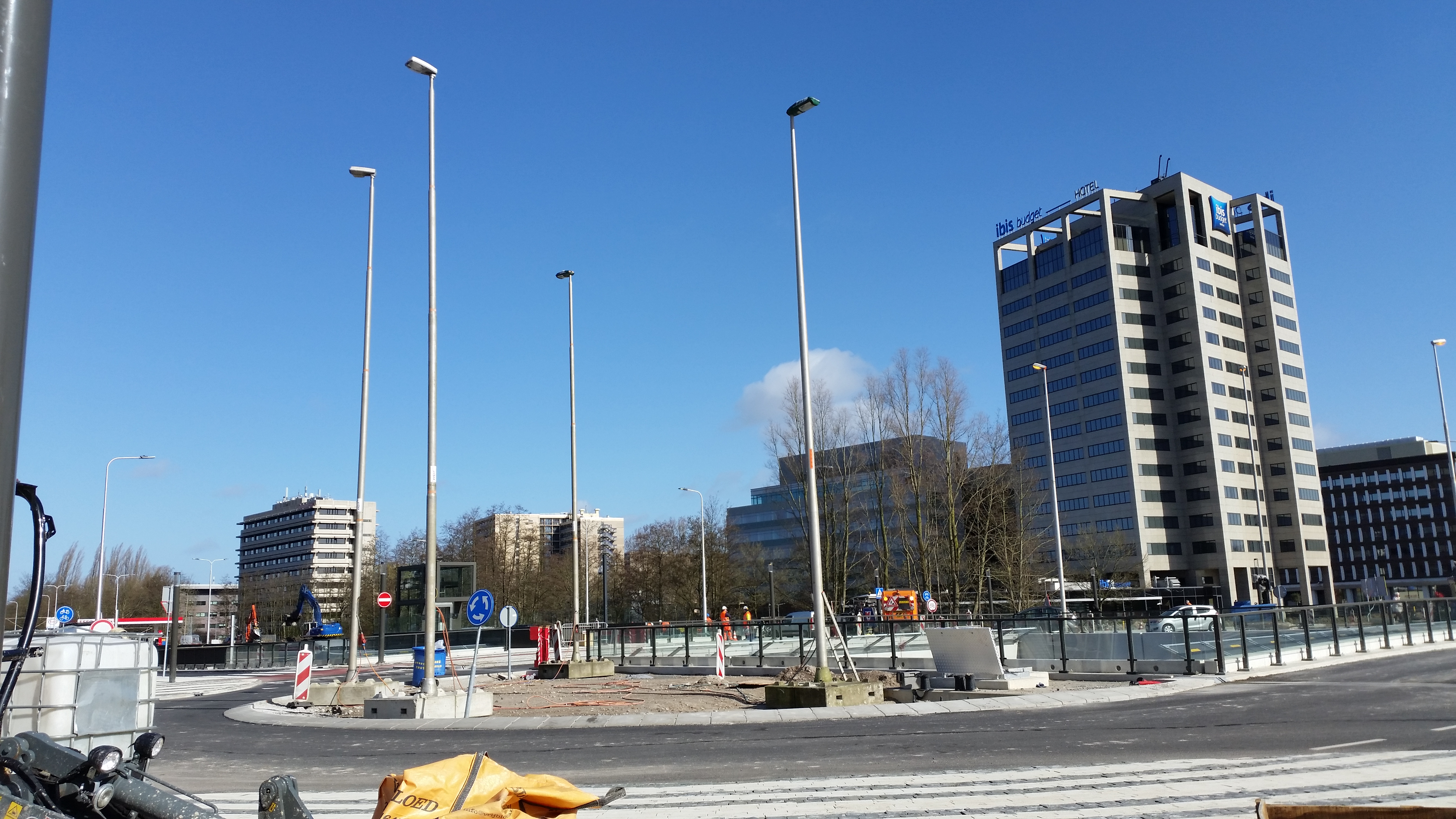
Het verkeersplein (maart 2020)

Kronenburg is een ongelijkvloers verkeersplein met een geïntegreerde tramhalte van de Amsterdamse tram in Amstelveen waar tramlijnen 5 en 25 stoppen. Tot 2019 was het een gelijkvloerse kruising en naast tramhalte tevens een sneltramhalte.
De halte ligt verdiept in een tunnelbak onder het kruispunt van de Beneluxbaan met de Rembrandtweg. De halte is genoemd naar de gelijknamige kantorenwijk Kronenburg. Aan de westzijde ligt de woonwijk Randwijck en aan zuidoostzijde Kostverloren.
Lijn 5 rijdt vanaf de Zoutkeetsgracht via het Leidseplein, het Museumplein en de Beethovenstraat naar het Stadshart van Amstelveen. Lijn 25 rijdt vanaf station Amsterdam Zuid via Amstelveen naar Uithoorn. Tussen station Amsterdam Zuid en de halte Oranjebaan in Amstelveen delen de tramlijnen 5 en 25 hetzelfde traject.
Tot de komst van tram 25 reed op de enkele rijbaan aan beide kanten van de tramhalte ook de sneltram vervangende bus die er echter niet halteerde.

## Geschiedenis

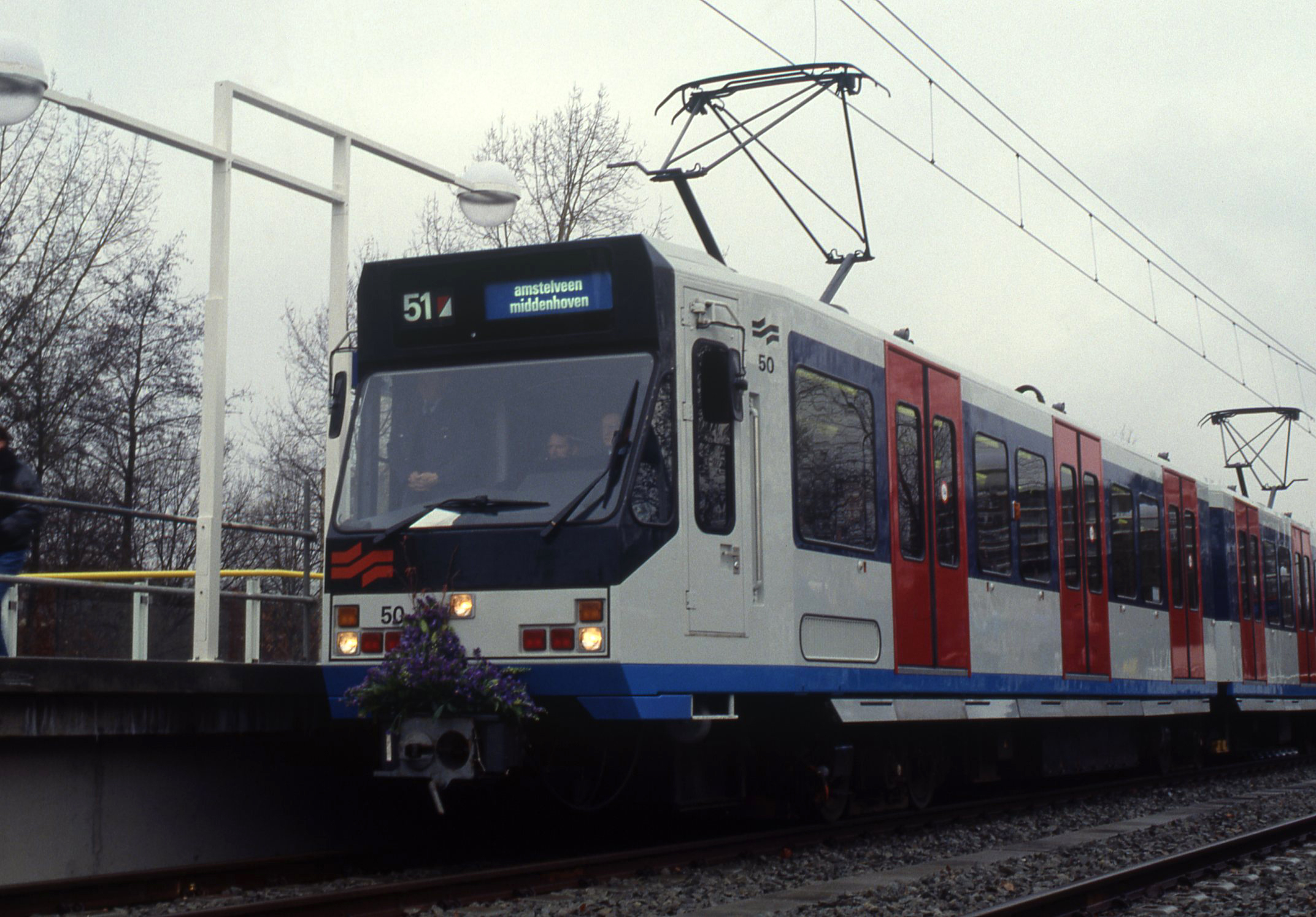
De voormalige sneltram op de halte

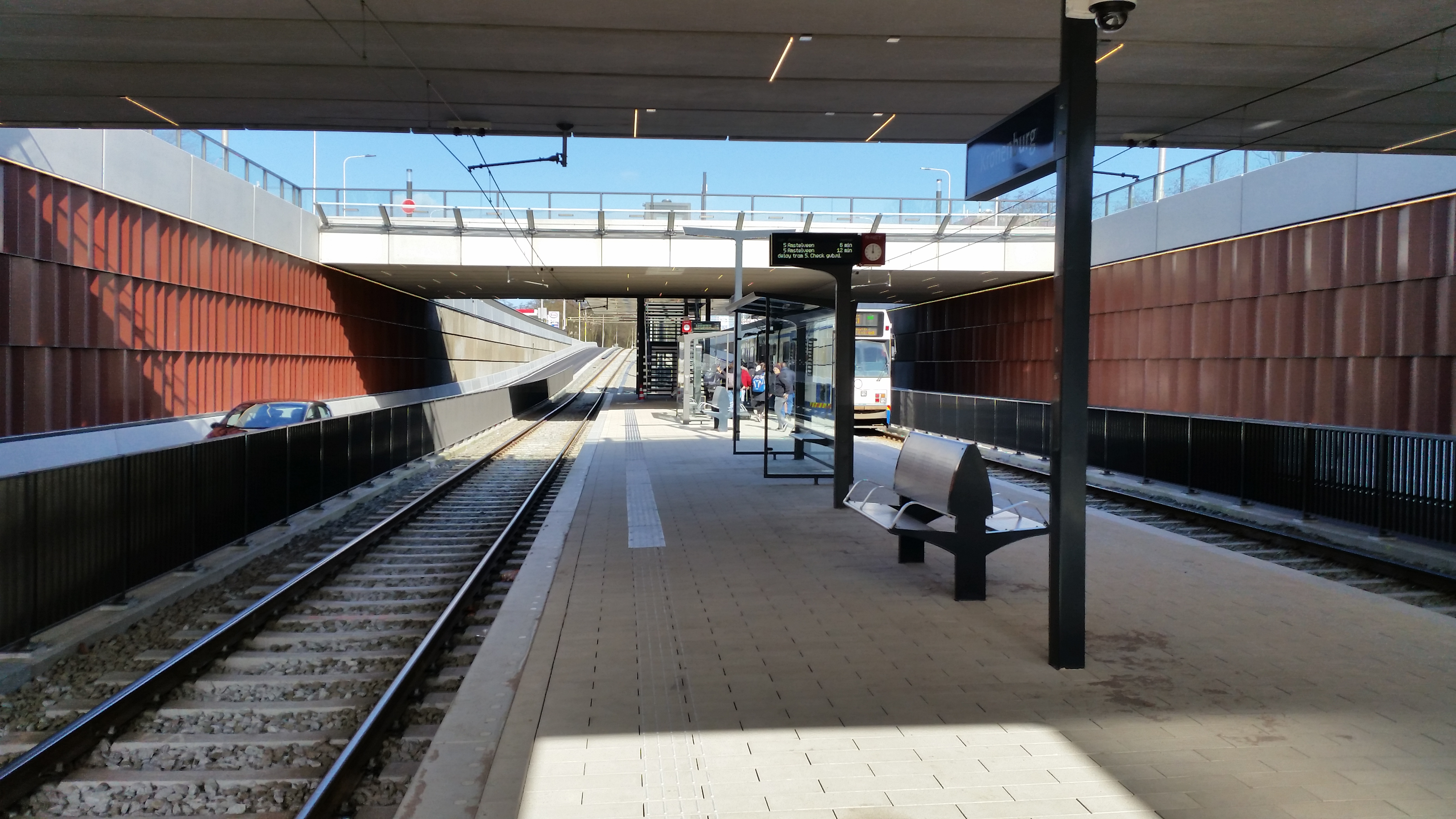
Een blik op het gehele perron

Oorspronkelijk kende de omgeving van de huidige halte geen openbaar vervoer. De bussen van Maarse & Kroon reden hun route op enige afstand tot dat bus 16 over de Beneluxbaan en Rembrandtweg werd verlegd. In 1972 werd in de spitsuren ten behoeve van de werknemers in de nieuwe kantorenwijk Kronenburg spitsbus 49 verlengd naar Kronenburg. Op 6 oktober 1975 werd bus 67 ingesteld, die echter tot 1980 niet in de avonduren en op zondag reed.
De tramhalte werd geopend op 30 november 1990 en had oorspronkelijk twee zijperrons met een 65 meter lang hoog gedeelte voor sneltram 51 en een 30 meter lang laag gedeelte voor lijn 5. De halte was oorspronkelijk qua opzet exact hetzelfde als de sneltramhaltes Zonnestein en Van Boshuizenstraat. De haltes A.J. Ernststraat en De Boelelaan / VU hadden ook een verhoogd sneltramgedeelte en een laag tramgedeelte met zijperrons, maar bij deze haltes stopte de sneltram zuidelijker dan de tram, terwijl dit bij Zonnestein en Kronenburg andersom was.

## Verbouwing
Op 7 januari 2019 werd de halte tijdelijk opgeheven en voor lijn 5 werd een tijdelijke vervangende halte "Biesbosch" ingesteld. De halte lag ter hoogte van Biesbosch. Deze halte werd sinds 27 mei 2019 ook gebruikt in de spitsuren door lijn 6. Sneltram 51 verdween op 3 maart 2019.
In de plannen voor de vernieuwde Amstelveenlijn, die in 2020 gereed moet zijn en waarvan de werkzaamheden in voorjaar 2019 zijn gestart, werd de kruising van Beneluxbaan en Rembrandtweg ongelijkvloers gemaakt. Hierbij verschenen in de Rembrandtweg een tweetal viaducten over de verdiept liggende Beneluxbaan met op maaiveldniveau een rotonde voor afslaand verkeer met een prominente plaats voor het langzaam verkeer. De doorgaande enkele rijstroken van Beneluxbaan en de vernieuwde halte Kronenburg kwamen daarbij verdiept te liggen, in een open tunnelbak met voor de tram een eilandperron, dit in tegenstelling tot de oorspronkelijke zijperrons. Het perron is door middel van trappen en een lift verbonden met het maaiveld. Tevens ligt de halte nu onder de kruising in plaats van ten noorden daarvan. De vernieuwde halte werd op 9 maart 2020 in gebruik genomen. Spitstram 6 verdween op 9 november 2020 terwijl tram 25 op 13 december 2020 verscheen.

## Verdere afbeeldingen

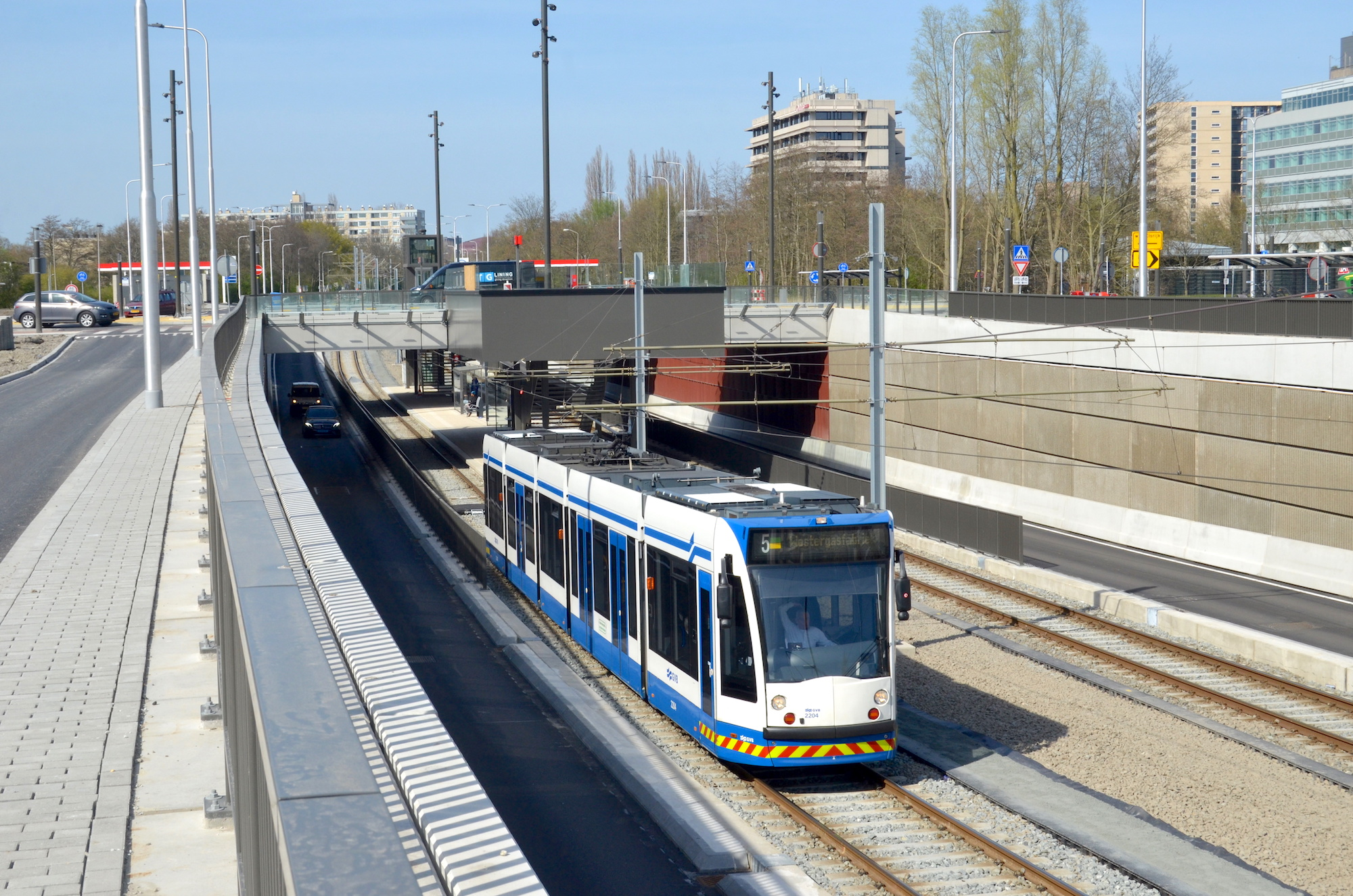
Combino 2204 op tramlijn 5 op de verdiepte halte Kronenburg; 7 april 2020

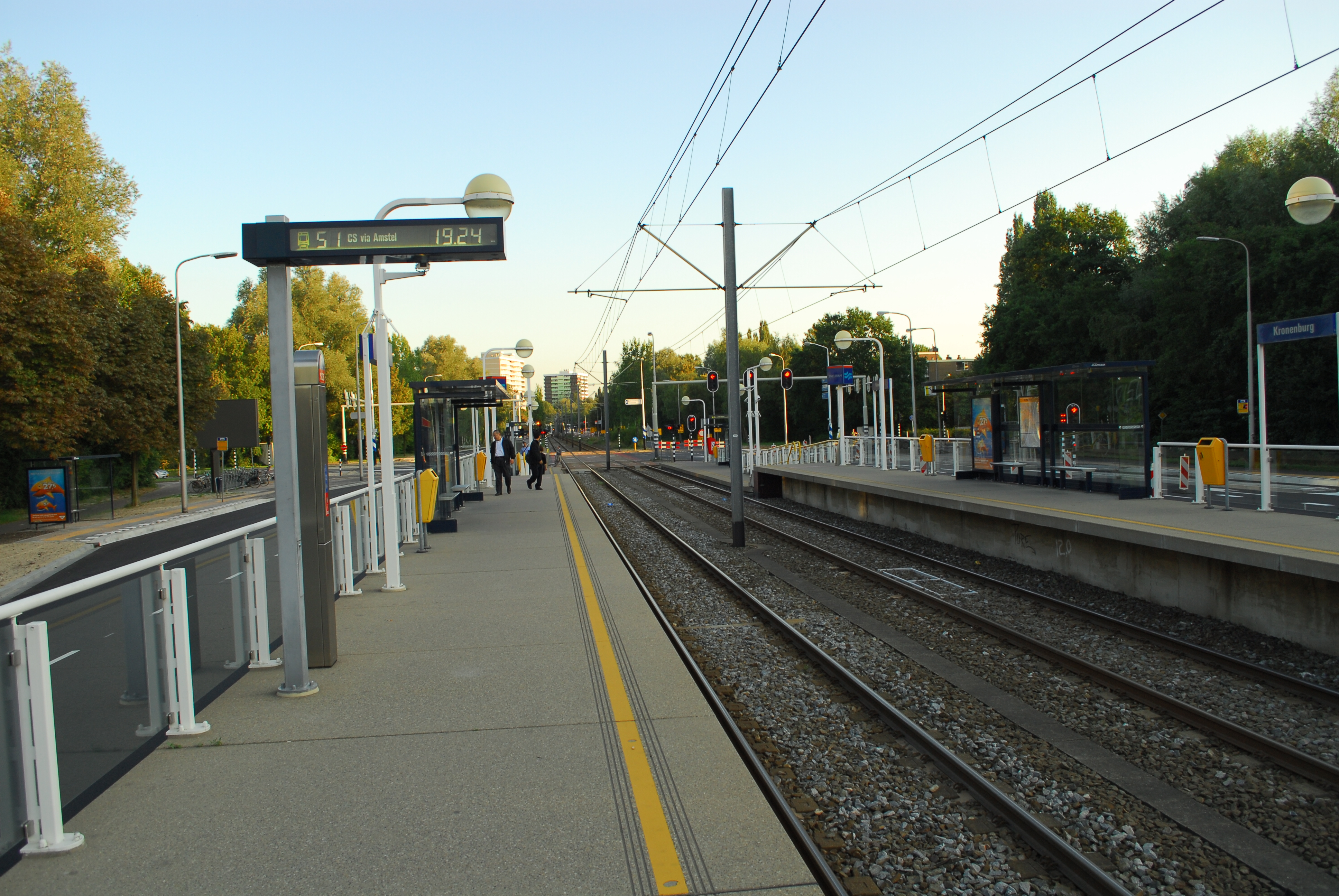
Sneltramhalte Kronenburg tussen 1990 en 2019 (2009)
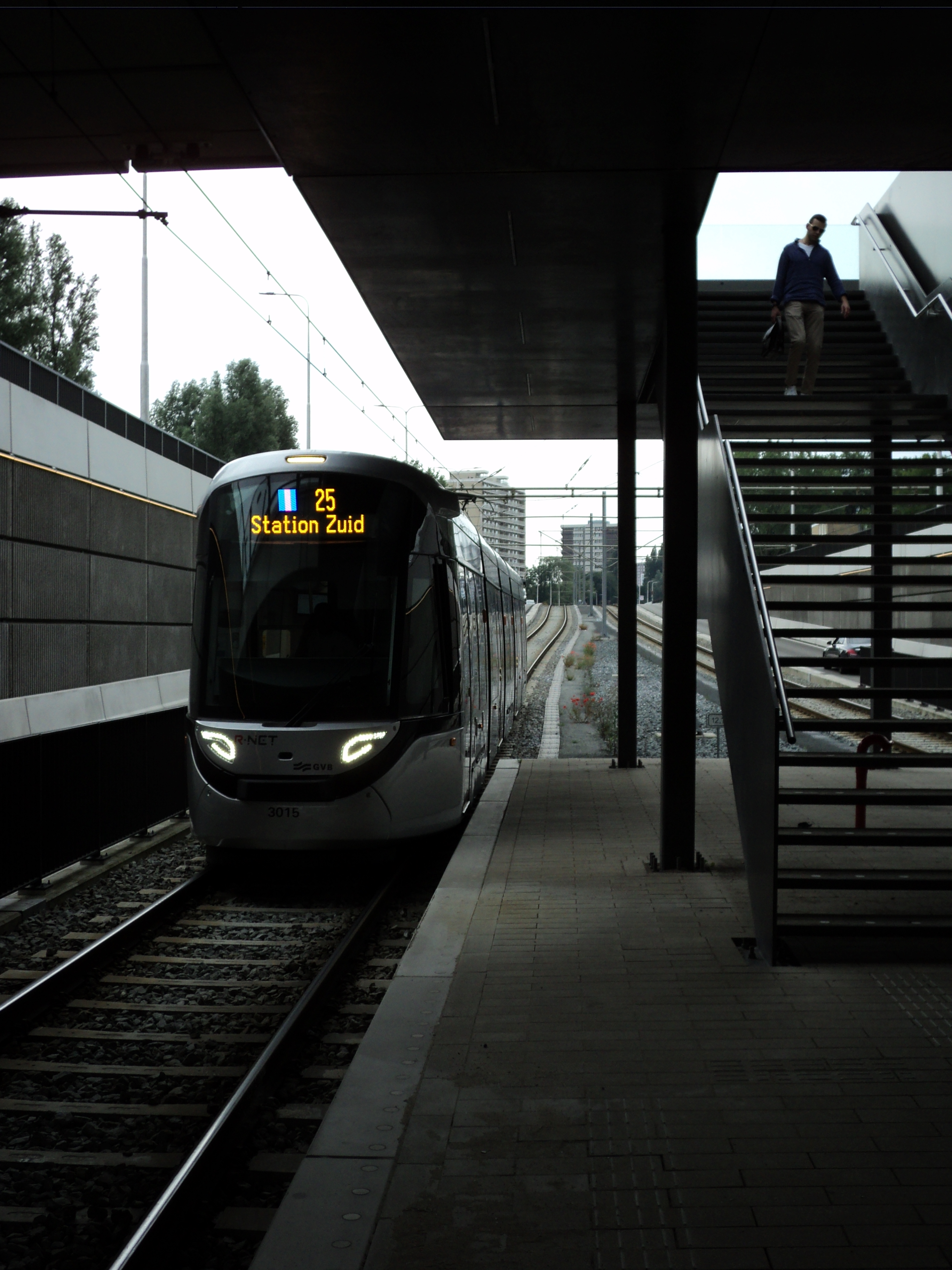
De nieuwe lijn 25 stopt hier ook
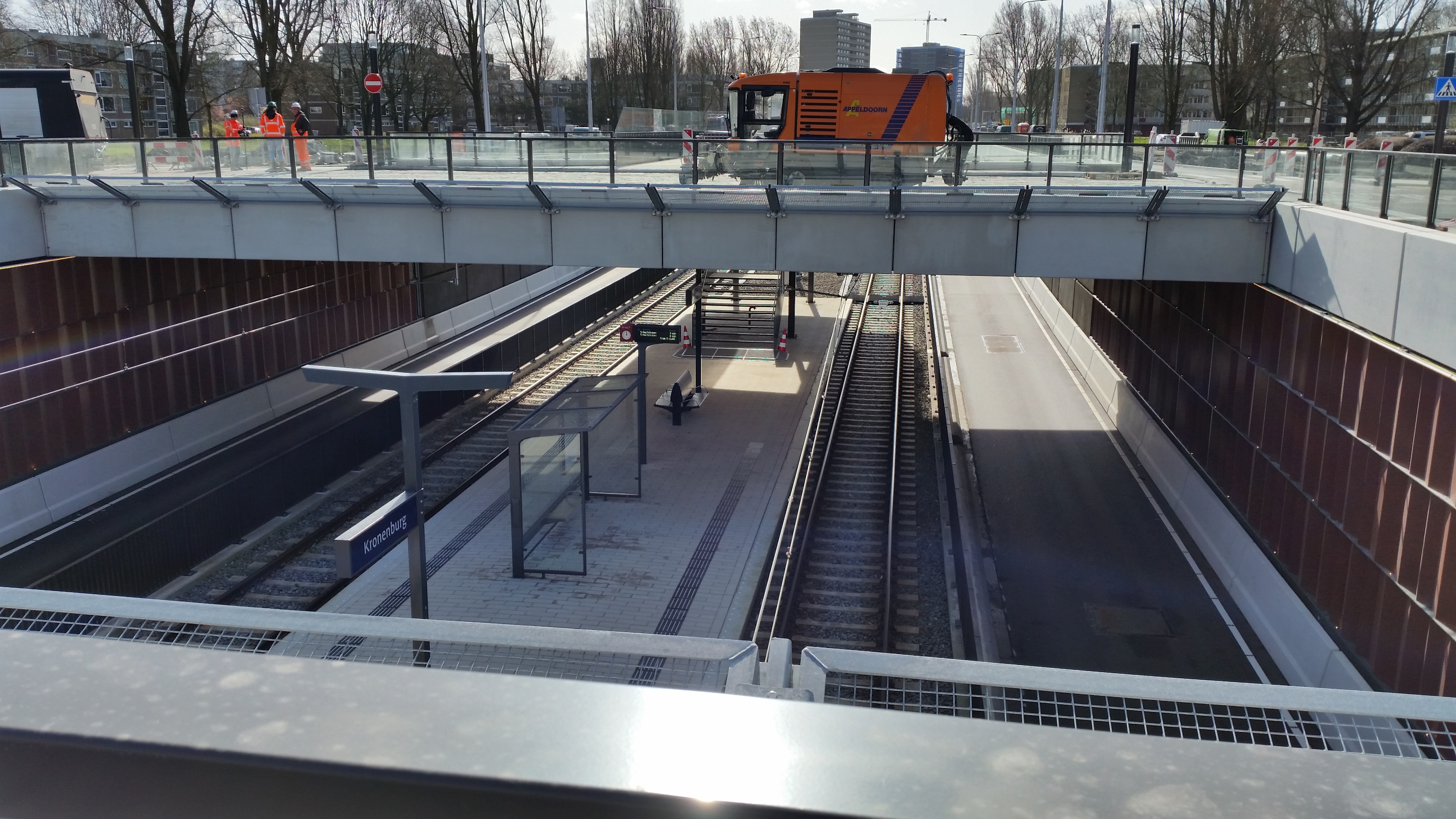
Tunnelbak van halte (maart 2020)
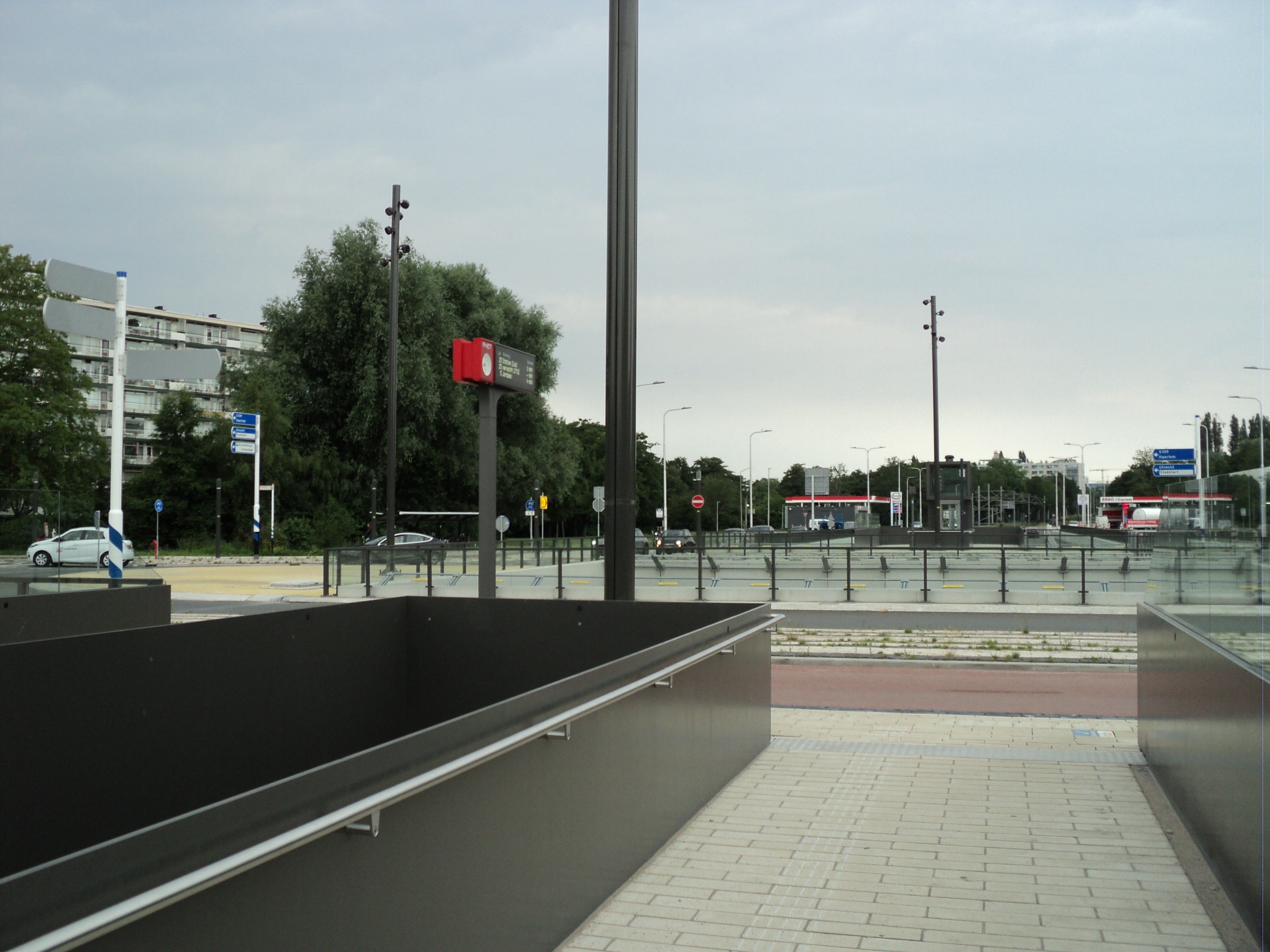
Een kijk op het verkeersplein (juli 2021)
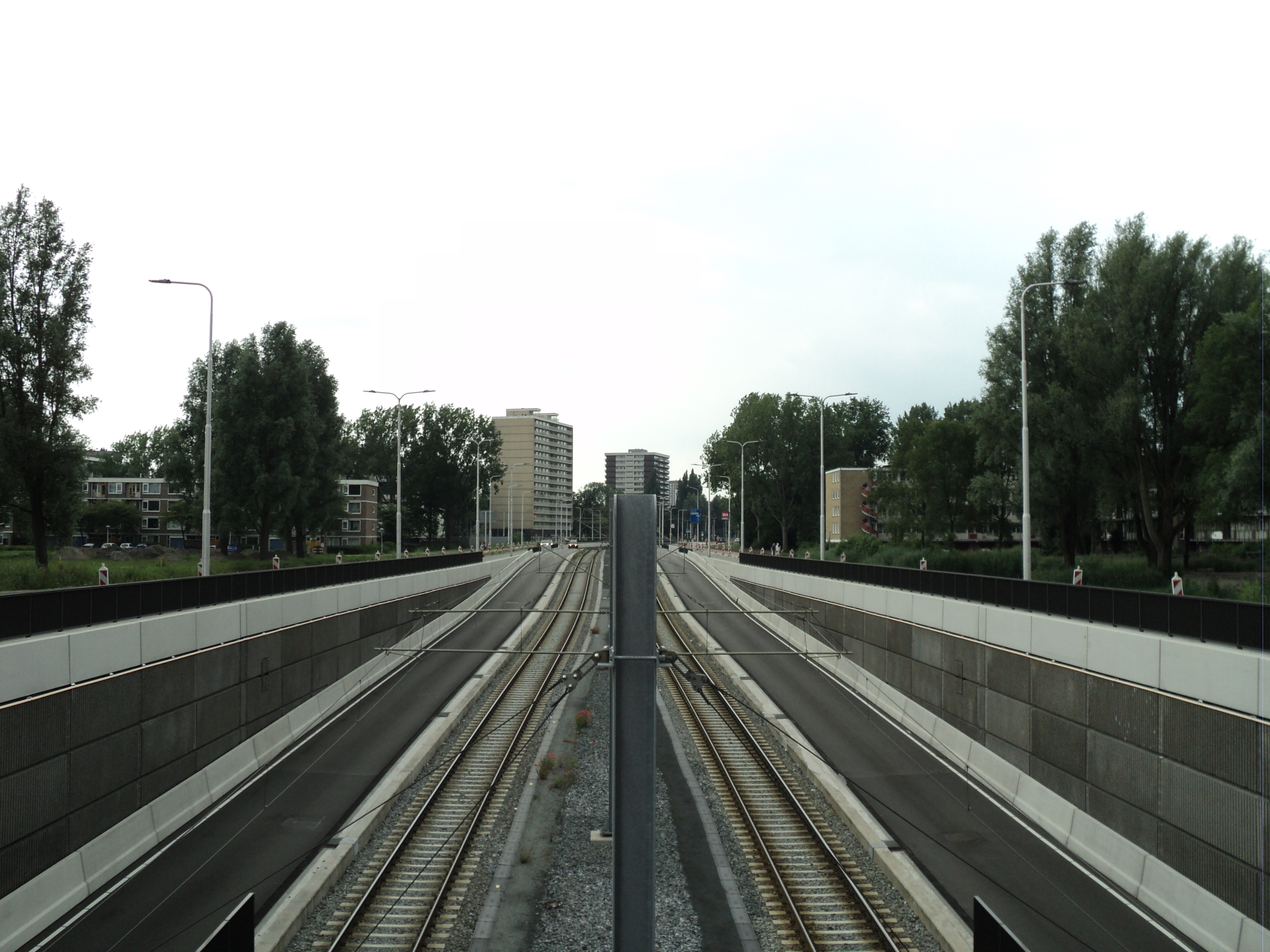
De tramrails richting Zonnestein

Centraal Station (NS) ·
Nieuwmarkt ·
Waterlooplein ·
Weesperplein ·
Wibautstraat ·
Amstelstation (NS) ·
Spaklerweg ·
Overamstel ·
Station RAI (NS) ·
Station Zuid (NS) ·
De Boelelaan / VU ·
A.J. Ernststraat ·
Van Boshuizenstraat ·
Uilenstede ·
Kronenburg ·
Zonnestein ·
Onderuit ·
Oranjebaan ·
Amstelveen Centrum ·
Ouderkerkerlaan ·
Sportlaan ·
Marne ·
Gondel ·
Meent ·
Brink ·
Poortwachter ·
Spinnerij ·
Sacharovlaan ·
Westwijk